# Сотонин, Константин Иванович
Константин Иванович Сотонин (Сатонин) (26 февраля [10 марта] 1893 — около 1944) — российский и советский философ, специалист по научной организации труда, автор концепций «философской клиники» и «косметики».

## Биография
Родился 26 февраля 1893 года в селе Рыбная слобода, Лаишевского уезда, Казанской губернии. Приходится братом советской художнице и шахматистке Г.И. Сатониной.  Окончив гимназию в 1912 году, поступил в Казанский университет на историко-филологический факультет. 

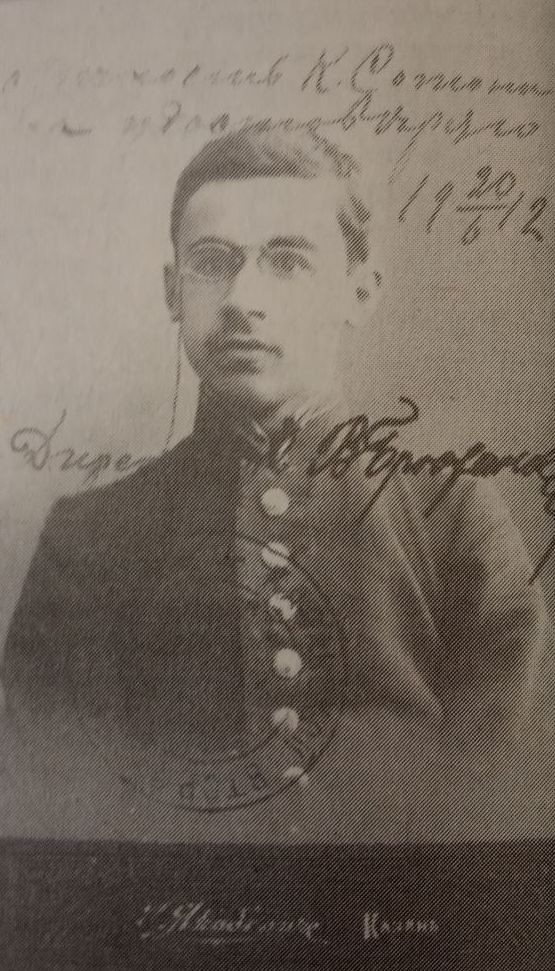
Молодой К.И. Сотонин после выпуска из Второй Казанской мужской гимназии в 1912 году.

Во время обучения Сотонин начал публикацию своих первых трудов. Так, например, находясь под влиянием А.И. Введенского и неокантианских идей, он пишет «Заопытное и транцендентное» и «Словарь терминов Канта». Также молодой философ проявляет интерес к античности и выполняет переводы текстов Зенона и Мелисса для «Досократиков» А. О. Маковельского. Его научным руководителем был профессор А. Д. Гуляев, выдающийся философ и ученый своего времени. По его ходатайству, в 1916 году, Сотонин был оставлен для приготовления к профессорскому званию по кафедре философии. В 1917 году его отправляют в Петроград, где он пишет статью «К вопросу о идеях Платона» для Журнала Министерства народного просвещения, в которой сравнивает классический (Э. Целлер) и неокантианский (марбургский) подходы к исследованию Платона (Герман Коген, Пауль Натроп). В этот же период фиксируется его переписка с Г.Г. Шпетом.
Константин Сотонин был полиглотом. Он знал шесть языков: греческий, латынь, немецкий, французский, английский и итальянский.
В 1919 году он стал преподавателем экспериментальной психологии и эстетики в Казанском университете. В двадцатые годы возглавлял психологический отдел академического центра Наркомпроса Татреспублики, работал сотрудником Казанского института научной организации труда и преподавал в Восточном Педагогическом Институте.
Сотонин принимал участие в культурной жизни Казани. Друзьями его семьи были молодые художники-авангардисты К.К. Чеботарёв и А.Г. Платунова. Выставке последней он посвятил искусствоведческую брошюру «Творчество А.Г. Платуновой» (Казань, 1922). Из воспоминаний его учеников известно, что на его квартире регулярно происходили поэтические вечера. Им также была предпринята попытка организовать поэтический тур по маленьким городам Волги.
14 ноября 1929 года, Сотонин был арестован ОГПУ по статье 58-11, 141. ("организатор нелегального политико-философского кружка"). В это же время в прессе разворачивается компания против «сотонинщины». Анонимные критики обвиняют казанского философа в развращении молодежи и пропаганде наркотиков, а его идеи называют «полубезумным бредом». Директор Казанского института научной организации труда, И.М. Бурдянский, в «Вестнике Казанского института научной организации труда» (1929 г.) пишет «разгромную» статью против арестованного. 
Результатом развернувшейся против него компании стало то, что, 3 декабря 1930 года, Сотонин был приговорен к трем годам лишения свободы.

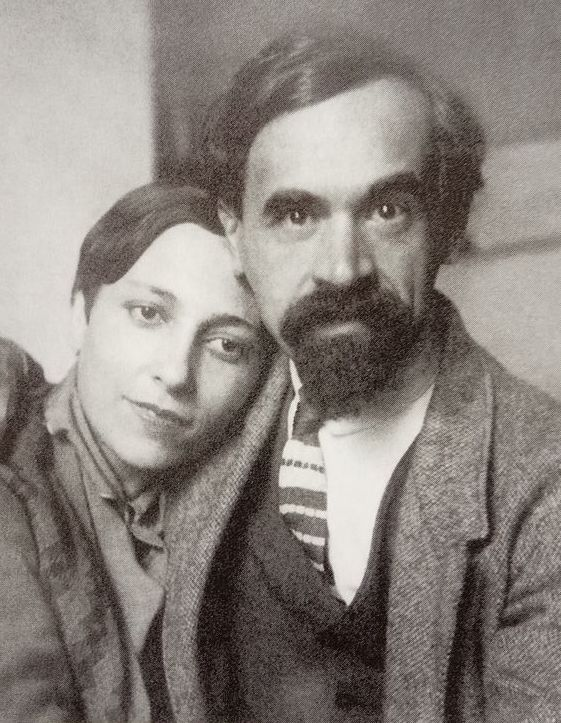
К.И. Сотонин и его жена О.А. Ротт.

После выхода на свободу, он устроился на работу химиком в деревне недалеко от Казани и уже ничего не писал. В 1938 году он был арестован снова и осужден как «враг народа». Умер в годы Второй мировой войны от развившегося в результате ссылок недуга – туберкулёза. Был отпущен на свободу в непоправимом состоянии и умер приблизительно в 1944 году.

## Основные идеи
В период своей творческой активности, 20-е годы, Сотонин опубликовал ряд работ и статей, касающихся философии жизни, рецепции античной философии, эстетики, литературоведения, научной организации труда, психологии и неврологии.
Свои основные идеи философ изложил на страницах книги «Сократ: введение в косметику» (1925). В ней Сотонин, обратившись к фигуре Сократа, проводит оригинальную рецепцию его идей и заключает, что «философия есть дитя неудовлетворённости, неудовлетворённого эротического страстного стремления к благу», которое может быть удовлетворено посредством избавления человека от страданий («зудов»). Классификацией этих «зудов» необходимо заниматься при помощи психологии и неврологии, о чем Сотонин пишет в статье «Идея философской клиники» (1922). Там же он формулирует концепт «философских клиник», в которых профессиональные «врачи-философы» помогали бы людям достигать личного блага. Вместо универсальной этики, как считал Сотонин, должна появится «диетэтика», которая, подобно диете, отвечала бы на индивидуальные потребности той или иной личности в зависимости от её темперамента (см. «Темпераменты. Проблемы и гипотезы», 1921) и других психологических и физиологических факторов. В терапевтических целях Сотонин считал позволительным использование гашиша и морфия, а для неизлечимо страдающих людей он допускал возможность самоубийства.

### Косметика
Отдельное значение в его наследии имеет философия «косметики». Причастных к ней Сотонин называет «культурными» людьми, в противоположность «культивирующимся». Первые отличаются от вторых тем, что они — в полной мере циники, а вторые лишь становятся такими, их ценности только начинают релятивизироваться. «Косметика», таким образом, это философия «культурных» людей.
В «косметике» синтезируются три принципа, «зуда», которые в той или иной мере разрабатываются автором в отдельных работах (см. «Анализ эстетического переживания», 1925). Сотонин перечисляет эти «зуды», классифицируя их как «дарящие радость»: симпатический, эстетический и косметический.

Первый, «симпатический», «зуд» есть чувство сопереживания другому живому существу. На его основе строится, например, мировоззрение многих политических деятелей, из-за чего симпатическое чувство «имеет громадное социальное значение». Но само по себе оно не дарит человеку радость. Её способен вызвать лишь «симпатический зуд по поводу мыслимой в будущем, в результате наших действий, радости других людей». Он называет его «зудом дарения», удовлетворение которого приносит обоюдную радость и дарящему, и получающему дар. Причем подарок должен быть не «жертвой», а актом безвозмездного действия. Только в таком случае он становится замещением слабого зуда (недовольства) большой радостью, тогда как жертвоприношение — это замена более сильного страдания более слабым. Сотонин ставит «зуд дарения» во главу угла своей социальной философии, полагая, что он должен стать «важнейшим предметом социальной педагогики» среди цинических, культурных личностей, и пишет, что «только на этой почве можно достигнуть устранения постоянного и усиливающегося с ростом культуры конфликта общества и личности».

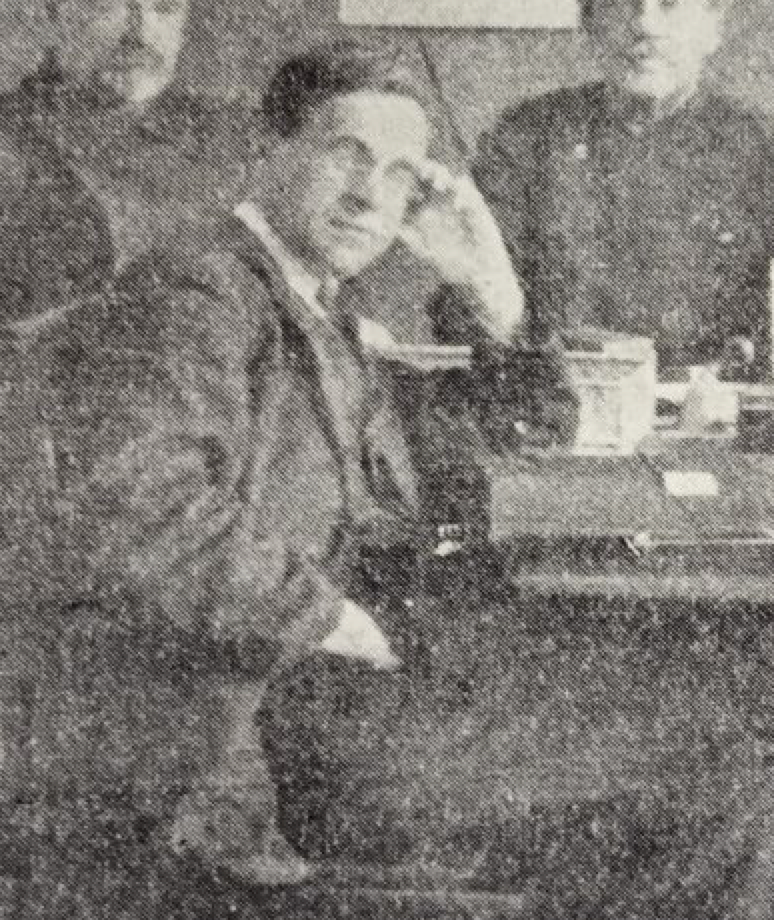
К.И. Сотонин на групповой фотографии сотрудников Казанского ИНОТа.

«Эстетический зуд» — это сложносоставное чувство, заключающееся в получении удовольствия от восприятии тех или иных эстетических объектов. Удовлетворение этого «зуда» также дарит человеку радость. Разработка авторской теории эстетики была тесно связана с литературной позицией мыслителя и его работой над Научной организацией труда. Сотонин придерживался имажинистских взглядов на литературу и развивал идеи В.Г. Шершеневича и А.Б. Мариенгофа об «аполитичности» и «внеполезности» искусства. Объекты эстетического наслаждения ценны не потому, что они полезны в социальном или ином смысле, а по причине удовлетворения «эстетического зуда» (лишь в этом смысле они «полезны»). Полезные вещи должны преображаться художниками и обретать «внеполезную» ценность, как эстетические объекты. Таким образом, с помощью искусства мы способны превращать производство просто полезных вещей в приятную, дарящую радость деятельность. Поэтому Сотонин ставит задачей (актуального для него) социалистического общества и художников в частности «труд обставить так, чтобы он стал лёгким и праздничным как радостный танец» (больше об этом см. в «НОТ как философия трудящихся масс.» Казань, 1924).
Третий «зуд», «косметический», является краеугольным камнем в философии Сотонина. Саму «косметику», в широком смысле, мыслитель определяет как искусство «ряшливости». «Косметический зуд» же представляет из себя глубоко укорененное в человеке стремление к созиданию порядка. Упорядочивание природы — это «признак дружественности», поскольку порядок — это «признак мирной, спокойной, установившейся жизни». «Косметическое» чувство, таким образом, представляет из себя частную форму «зуда дарения». «Косметность» человека есть его расположенность к другим людям — это «наиболее чистая, совершенно бескорыстная форма подарка».

## Основные работы
- Словарь терминов Канта: к трем критикам. Казань, 1913
- Таблицы по истории философии. Казань, 1913
- К вопросу об идеях Платона. Петроград, 1915
- Заопытное и трансцендентное: история и метафизика. Казань, 1915
- Темпераменты. Проблемы и гипотезы. Казань, 1921
- Творчество А.Г. Платуновой. Казань, 1922
- В. Маяковский и К. Чеботарев. К выставке Художественного Института. Казань, 1922
- Идея философской клиники: Введение в систему философии. Казань, 1922
- НОТ как философия трудящихся масс. Казань, 1924
- Сократ. Введение в косметику. Казань, 1925
- Сократ: Введение в косметику. М., 2019. ISBN 978-5-6043673-1-5
- Анализ эстетического переживания. Казань, 1925
- Психограмма судебного следователя // Интеллигентный труд. М., 1925
- Очерк криминальной психологии. Казань, 1925
- Система нотной записи движений человеческого тела. Казань, 1928